# Dominique (Sœur Sourire)
Dominique is een single van de Belgische zingende kloosterzuster Sœur Sourire.

## Geschiedenis
In 1963 werd in Brussel de plaat opgenomen. Het lied Dominique werd er door de mensen van Philips direct uitgepikt. Ze vroegen (en kregen) toestemming om het nummer als single op de markt te brengen, met een wereldhit tot gevolg. Het stond zelfs enige tijd op de eerste plaats van de Amerikaanse hitparade. In de Verenigde Staten kreeg het nummer in 1965 een tweede leven toen het bij Capitol Records opgenomen werd in de versie van Tony Sandler & Ralph Young (Sandler & Young) op de succes-lp Side by Side. Later werd het door talloze artiesten in diverse talen gecoverd. Dit lied wordt misschien nog wel het meest onthouden vanwege het refrein:
Dominique -nique -nique s'en allait tout simplement,
Routier, pauvre et chantant.
En tous chemins, en tous lieux, Il ne parle que du bon Dieu,
Il ne parle que du bon Dieu.
Het lied vertelt over Dominicus Guzmán, die in het begin van de 13e eeuw te voet Europa doorkruiste, waarbij hij streed tegen ketterij.
Nog in hetzelfde jaar verscheen een Vlaamse versie.
Dominieke nieke nieke
Trok eenvoudig er op uit
Gods naam bezong hij luid
Iedere stad en ieder oord
Hoort van hem alleen Gods woord
Onbevestigde bronnen beweren dat Lex Vervuurt voor de muziek tekende en Stan Haag voor de tekst.

## Tracklist

### 7"-single
Philips 319 828 BF
1. Dominique
2. Entre les étoiles

Philips 874 178-7 [de]
1. Dominique - 2:53
2. Entre les étoiles - 3:14

Philips JF 332 803
1. Dominiek
2. Tussen al die sterren

## Hitnotering
| Dominique                  | Dominique             | Dominique | Dominique | Dominique | Dominique | Dominique | Dominique | Dominique | Dominique |
| Hitlijst                   | Datum van binnenkomst | Week:     | 1         | 2         | 3         | 4         | 5         | 6         |           |
| -------------------------- | --------------------- | --------- | --------- | --------- | --------- | --------- | --------- | --------- | --------- |
| Tijd Voor Teenagers Top 10 | 11-1-1964             | Positie:  | 10        | 9         | 9         | 8         | 6         | 8         | uit       |